# Erythrodiplax kimminsi
Erythrodiplax kimminsi is een libellensoort uit de familie van de korenbouten (Libellulidae), onderorde echte libellen (Anisoptera).
De wetenschappelijke naam Erythrodiplax kimminsi is voor het eerst geldig gepubliceerd in 1942 door Donald J. Borror.